# 桃樹 (電影)
《桃樹》（韓語：복숭아나무），是一部2012年上映的韓國電影。韓國演員兼導演具惠善執導的第二部長篇電影，2011年出席釜山國際電影節時曾受邀播出。

## 劇情介紹
一對善良夫妻如撫育孩子般照顧著一顆桃樹，終於他們懷了自己的孩子，並祈禱能生下如蜜桃粉嫩的嬰孩。孩子誕生後，母親卻精神崩潰而離世，父親決定讓他們與世隔絕，因為男孩雖然清秀可愛，卻在一顆頭顱上長著相反方向的兩張臉，他們緊緊相繫，卻永遠無法相望。
弟弟東賢擁有完整身體，他怨恨哥哥相賢，如果沒有後腦勺那張臉，他可以自由生活、追逐夢想。只有一張臉的相賢，如影子般處處遷就弟弟，當東賢不願面對而撇過頭去時，他用微笑面對所有悲傷。不願見孩子痛苦，父親邀請開朗的女孩來幫助東賢實現夢想，隨著女孩的笑聲迴盪，男孩間搖搖欲墜的平衡即將崩毀。

## 演員陣容
- 曹承佑 飾 相賢
- 南相美 飾 勝雅
- 柳德煥 飾 東賢
- 鄭允錫

### 友情出演
- 徐玄振
- 林智圭
- 李浚赫
- 崔丹尼爾

## 外部連結
- NAVER電影 （页面存档备份，存于）